# Lake Worth (Flórida)
Lake Worth é uma cidade localizada no estado americano da Flórida, no condado de Palm Beach. Foi incorporada em 1913.

## Geografia
De acordo com o United States Census Bureau, a cidade tem uma área de 17,2 km², onde 15,2 km² estão cobertos por terra e 2 km² por água.

### Localidades na vizinhança
O diagrama seguinte representa as localidades num raio de 8 km ao redor de Lake Worth.

## Demografia
Segundo o censo nacional de 2010, a sua população é de 34 910 habitantes e sua densidade populacional é de 2 296,22 hab/km². Possui 16 473 residências, que resulta em uma densidade de 1 083,52 residências/km².

## Geminações
- Lappeenranta, Carélia do Sul, Finlândia [5]